# Murici Futebol Clube
Murici Futebol Clube é um clube de futebol sediado em Murici, uma cidade situada na Região Metropolitana da Zona da Mata, no estado de Alagoas. Estabelecido em 7 de setembro de 1974, o clube entrou na elite do campeonato estadual pela primeira vez em 1999 e conquistou o título em 2010.

## História
Embora tenha sido fundado em 7 de setembro de 1974, o Murici só estreou na primeira divisão estadual em 1999, terminando a edição em quinto lugar. Durante toda a década de 2000, manteve-se na primeira divisão estadual, alcançando o quarto lugar em três oportunidades. Contudo, foi em 2010 que conquistou seu maior feito: o título do Campeonato Alagoano, após um triunfo na final sobre o ASA. Com essa vitória, o clube garantiu uma vaga na Copa do Brasil e na Série D do Campeonato Brasileiro do ano seguinte.
Em 2011, o Murici estreou na Copa do Brasil enfrentando o Flamengo no estádio Rei Pelé, em Maceió, capital do estado. O confronto culminou em uma vitória do time carioca por 3 a 0, o que resultou na eliminação do Murici sem a necessidade de um segundo jogo. Já a participação do Murici na Série D do Campeonato Brasileiro foi cancelada devido às enchentes que atingiram o município, atrasando a estreia do clube até o ano de 2016. A melhor performance em uma competição nacional ocorreu na Copa do Brasil de 2017, quando eliminou o Juventude e o América Mineiro antes de ser derrotado pelo Cruzeiro na terceira fase do torneio.

## Títulos
- Campeonato Alagoano: 2010[16]
- Campeonato Alagoano - Segunda Divisão: 1998[5]
- Copa Alagoas: 2014[17]